# France aux Jeux méditerranéens de 2018

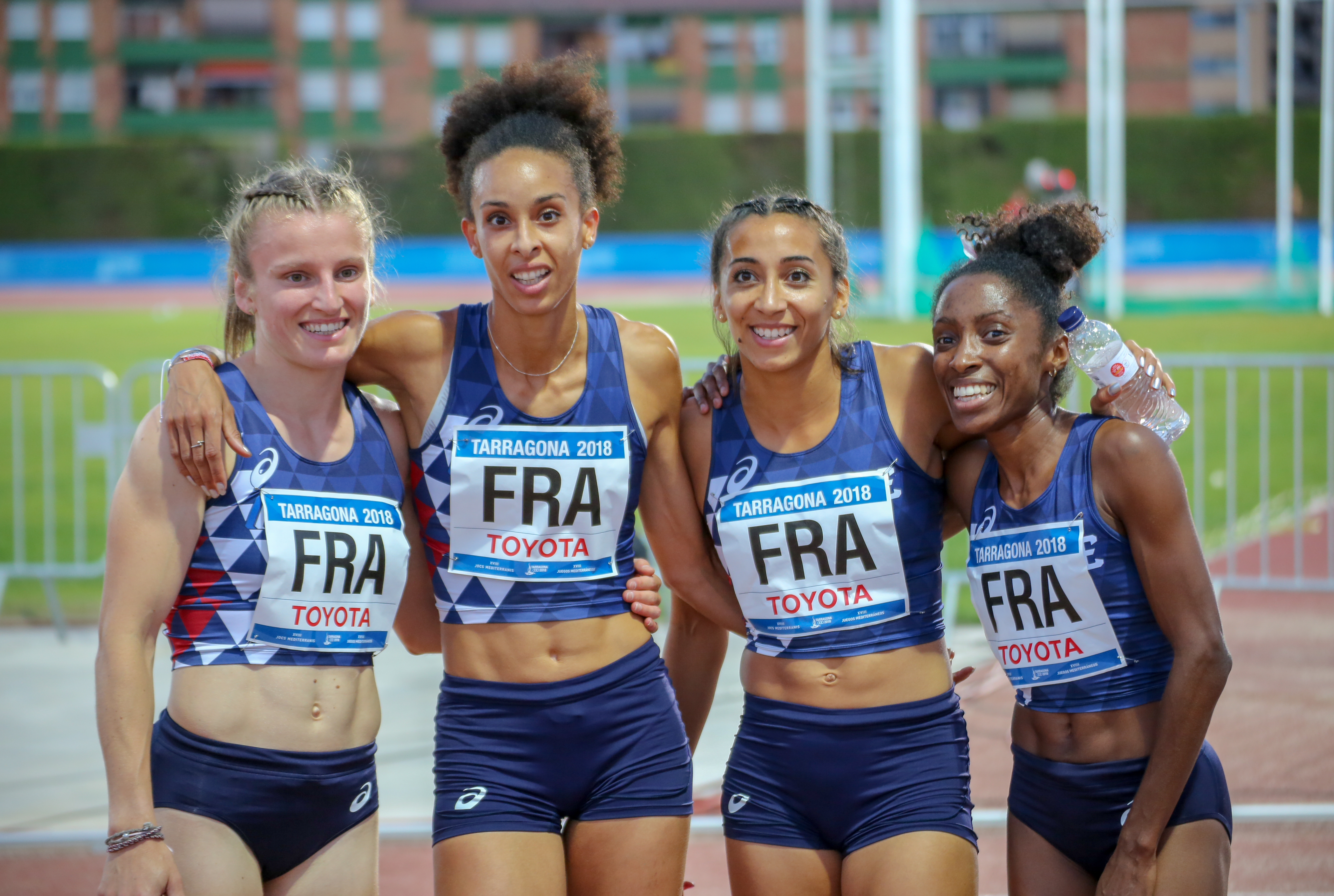
France aux Jeux méditerranéens de 2018 (4 x 400 m relais femmes)

Cet article contient des informations sur la participation et les résultats de la France aux Jeux méditerranéens de 2018 à Tarragone en Espagne.

## Médailles

### Or
| Sport                  | Discipline                  | Sportifs                                                           |
| Médailles d'or : 28    |                             |                                                                    |
| Athlétisme             | 100 m femmes                | Orlann Ombissa-Dzangue                                             |
| Athlétisme             | Marteau femmes              | Alexandra Tavernier                                                |
| Athlétisme             | Saut à la perche femmes     | Ninon Guillon-Romarin                                              |
| Athlétisme             | 400 m haies hommes          | Ludvy Vaillant                                                     |
| Athlétisme             | 200 m femmes                | Carolle Zahi                                                       |
| Athlétisme             | Triple saut femmes          | Yanis David                                                        |
| Athlétisme             | 4 x 100 m relais femmes     | Orlann Ombissa-Dzangue Jennifer Galais Estelle Raffai Carolle Zahi |
| Badminton              | Doubles hommes              | Bastian Kersaudy Thom Gicquel                                      |
| Badminton              | Doubles femmes              | Léa Palermo Delphine Delrue                                        |
| Basket-ball            | Tournoi par équipes hommes  | Jim Seymour Charly Pontens Emmanuel Monceau Tim Eboh               |
| Basket-ball            | Tournoi par équipes femmes  | Assitan Koné Marie Mané Victoria Majekodunmi Caroline Hériaud      |
| Boxe                   | Moins de 60 kg hommes       | Sofiane Oumiha                                                     |
| Boules                 | Petanque - Doublets hommes  | Damien Hureau Bruno Le Boursicaud                                  |
| Équitation             | Concours individuel mixte   | Félicie Bertrand                                                   |
| Gymnastique artistique | Cheval d'arçons hommes      | Cyril Tommasone                                                    |
| Gymnastique artistique | Saut de cheval hommes       | Loris Frasca                                                       |
| Gymnastique artistique | Barres asymétriques femmes  | Louise Vanhille                                                    |
| Gymnastique artistique | Poutre femmes               | Marine Boyer                                                       |
| Karaté                 | Moins de 67 kg hommes       | Marvin Garin                                                       |
| Karaté                 | Plus de 68 kg femmes        | Nancy Garcia                                                       |
| Lutte                  | Gréco-Romaine 67 kg hommes  | Yasin Ozay                                                         |
| Lutte                  | Gréco-Romaine 97 kg hommes  | Mélonin Noumonvi                                                   |
| Natation               | 200 m nage libre femmes     | Marie Wattel                                                       |
| Natation               | 100 m nage libre S10 femmes | Élodie Lorandi                                                     |
| Ski nautique           | Slalom femmes               | Camille Poulain-Ferarios                                           |
| Tennis                 | Doubles hommes              | Alexandre Müller Corentin Denolly                                  |
| Tir à l'arc            | Par équipes hommes          | Thomas Koenig Romain Fichet Mathieu Jimenez                        |
| Tir à l'arc            | Par équipes femmes          | Angéline Cohendet Bérangère Rogazy Marion Bardary                  |

### Argent
| Sport                   | Discipline                          | Sportifs                                                                      |
| Médailles d'argent : 31 |                                     |                                                                               |
| Athlétisme              | 4 x 400 m relais femmes             | Amandine Brossier Cynthia Anaïs Agnès Raharolahy Elea-Mariama Diarra          |
| Badminton               | Simple hommes                       | Lucas Corvée                                                                  |
| Boules                  | Pétanque - Tir de précision hommes  | Bruno Le Boursicaud                                                           |
| Boules                  | Lyonnaise - Tir progressif femmes   | Barbara Barthet                                                               |
| Boules                  | Lyonnaise - Tir de précision Femmes | Sesilia Mailehako                                                             |
| Boules                  | Petanque - Doublets femmes          | Angélique Colombet Ludivine d'Isidoro                                         |
| Canoë-kayak             | K-2 500 mètres hommes               | Franck Le Moël Guillaume Le Floch Decorchemont                                |
| Canoë-kayak             | K-1 200 mètres femmes               | Sarah Guyot                                                                   |
| Équitation              | Concours par équipes mixte          | Félicie Bertrand Alexandra Paillot Pierre-Alain Mortier Titouan Schumacher    |
| Équitation              | Concours individuel mixte           | Alexandra Paillot                                                             |
| Escrime                 | Épée hommes                         | Romain Cannone                                                                |
| Escrime                 | Épée femmes                         | Joséphine Jacques-André-Coquin                                                |
| Gymnastique artistique  | Concours par équipes femmes         | Marine Boyer Grace Charpy Morgane Osyssek-Reimer Sheyen Petit Louise Vanhille |
| Gymnastique artistique  | Concours général individuel hommes  | Julien Gobaux                                                                 |
| Gymnastique artistique  | Concours général individuel femmes  | Louise Vanhille                                                               |
| Haltérophilie           | 48 kg Arraché femmes                | Anaïs Michel                                                                  |
| Haltérophilie           | 48 kg Épaulé-jeté femmes            | Anaïs Michel                                                                  |
| Haltérophilie           | 75 kg Arraché femmes                | Gaëlle Nayo-Ketchanke                                                         |
| Haltérophilie           | 75 kg Épaulé-jeté femmes            | Gaëlle Nayo-Ketchanke                                                         |
| Karaté                  | Moins de 84 kg hommes               | Jessie Da Costa                                                               |
| Lutte                   | Libre 86 kg hommes                  | Akhmed Aibuev                                                                 |
| Lutte                   | Libre 50 kg femmes                  | Julie Martine Sabatie                                                         |
| Natation                | 4 × 200 m nage libre femmes         | Marie Wattel Alizée Morel Camille Gheorghiu Assia Touati                      |
| Natation                | 4 × 100 m nage libre femmes         | Marie Wattel Léna Bousquin Alizée Morel Assia Touati                          |
| Ski nautique            | Slalom femmes                       | Manon Costard                                                                 |
| Taekwondo               | Moins de 67 kg femmes               | Althéa Laurin                                                                 |
| Taekwondo               | Plus de 67 kg femmes                | Marie-Paule Blé                                                               |
| Tennis                  | Simples femmes                      | Fiona Ferro                                                                   |
| Tennis de table         | Équipes hommes                      | Alexandre Robinot Joé Seyfried Léo De Nodrest                                 |
| Voile                   | RS:X hommes                         | Louis Giard                                                                   |

### Bronze
| Sport                    | Discipline                        | Sportifs                                                          |
| Médailles de bronze : 40 |                                   |                                                                   |
| Athlétisme               | 400 m hommes                      | Mamoudou Hanne                                                    |
| Athlétisme               | Marteau femmes                    | Camille Sainte-Luce                                               |
| Athlétisme               | 200 m hommes                      | Mickaël-Méba Zeze                                                 |
| Athlétisme               | 800 m femmes                      | Camille Sainte-Luce                                               |
| Athlétisme               | Saut en longueur hommes           | Yann Randrianasolo                                                |
| Athlétisme               | 400 m haies femmes                | Aurélie Chaboudez                                                 |
| Badminton                | Simple hommes                     | Toma Junior Popov                                                 |
| Boules                   | Lyonnaise - Tir progressif hommes | Frédéric Jocelyn Hubert Marsens                                   |
| Boxe                     | Moins de 75 kg hommes             | Bengoro Bamba                                                     |
| Boxe                     | Moins de 91 kg hommes             | Paul Omba-Biongolo                                                |
| Boxe                     | Plus de 91 kg hommes              | Djamili-Dini Aboudou                                              |
| Canoë-kayak              | K-1 200 mètres hommes             | Maxime Beaumont                                                   |
| Canoë-kayak              | K-1 500 mètres hommes             | Guillaume Burger                                                  |
| Escrime                  | Épée hommes                       | Aymerick Gally                                                    |
| Escrime                  | Fleuret femmes                    | Julie Mienville                                                   |
| Escrime                  | Fleuret femmes                    | Jéromine Mpah-Njanga                                              |
| Escrime                  | Épée femmes                       | Lauren Rembi                                                      |
| Golf                     | Équipes hommes                    | Nicolas Platret Marin d'Harcourt Paul Foulquie                    |
| Gymnastique artistique   | Concours par équipes hommes       | Axel Augis Loris Frasca Julien Gobaux Paul Degouy Cyril Tommasone |
| Gymnastique artistique   | Barres parallèles hommes          | Julien Gobaux                                                     |
| Gymnastique artistique   | Poutre femmes                     | Louise Vanhille                                                   |
| Haltérophilie            | 53 kg Arraché femmes              | Manon Lorentz                                                     |
| Haltérophilie            | 53 kg Épaulé-jeté femmes          | Manon Lorentz                                                     |
| Judo                     | moins de 100 kg hommes            | Alexandre Iddir                                                   |
| Judo                     | moins de 52 kg femmes             | Astride Gneto                                                     |
| Judo                     | moins de 57 kg femmes             | Priscilla Gneto                                                   |
| Judo                     | moins de 63 kg femmes             | Manon Deketer                                                     |
| Judo                     | moins de 70 kg femmes             | Margaux Pinot                                                     |
| Judo                     | Plus de 78 kg femme               | Julia Tolofua                                                     |
| Karaté                   | Moins de 55 kg femmes             | Sabrina Ouihaddadene                                              |
| Lutte                    | Gréco-Romaine 60 kg hommes        | Léo Tudezca                                                       |
| Lutte                    | Gréco-Romaine 77 kg hommes        | Artak Margaryan                                                   |
| Lutte                    | Libre 65 kg hommes                | Ilman Mukhtarov                                                   |
| Lutte                    | Libre 53 kg femmes                | Hilary Ysaline Honorine                                           |
| Natation                 | 1500 m nage libre hommes          | Joris Bouchaut                                                    |
| Natation                 | 50 m papillon femmes              | Marie Wattel                                                      |
| Ski nautique             | Slalom femmes                     | Laura Martin-Champetier                                           |
| Ski nautique             | Slalom hommes                     | Tanguy Dailland                                                   |
| Taekwondo                | Plus de 80 kg hommes              | Yoann Alexandre Miangue                                           |
| Tennis                   | Simples Femmes                    | Fiona Ferro                                                       |
| Tennis de table          | Par équipes femmes                | Stéphanie Loeuillette Audrey Zarif Laura Gasnier                  |